# 端脑 (漫画)
《端脑》（英語：Die Now）是由壁水羽创作，在有妖气网站上连载的科幻推理漫画，并有动画化，动画第一集2014年11月28日播出，由王昕导演。此外端脑还与江苏卫视节目最强大脑跨界合作。改編同名電視劇於2017年12月6日播出。

## 故事简介
端脑是什么？如果从字面意思来讲，端脑就是由左右两个大脑组成的生物器官。在这部故事里，它用来描述由对冲宇宙构成的庞大系统，我们叫它端脑宇宙，故事从一个个未知的杀人案开始，逐步揭开掩藏在整个宇宙中的巨大秘密，从骇人听闻的阴谋，到银河系战争，从反人类的背叛到伟大的牺牲，人类从来未曾了解自己是如此的落后，如此的弱小，他将对自己的命运做出最后的一搏。

## 登场人物

### 主要人物
夏驰
东亚五队队长
推理文学研讨社成员，为了拯救无意中被卷入季陆一案的晴知而偶然得到进入端脑游戏的资格，却在游戏过程中越来越接近一个惊天秘密……
战区评分最高的男性玩家
晴知
夏驰的女友，有异性恐惧症，但因一次事故被夏驰所救，而后慢慢为夏驰打开心扉。因收到老玩家季陆的卡片而被困于端脑游戏中，开启了整个故事。
没能得到驾驶员资格
孟秦
夏驰的好友，推理文学研讨社社长，推理水平极高，外表轻佻内在可靠。和夏驰一起进入了端脑游戏。
没能得到驾驶员资格
春絮香
东亚五队的成员
为人开朗乐观，喜欢夏驰，多次告白被拒绝。拥有端脑游戏连胜最高的记录，善于伪装成新手使人失去防备。
因为夏驰选择自己而得到驾驶员资格
博卞
东亚五队的成员
正太萝莉控，拥有强大的体能与智力，性格非常糟糕，初次见到夏驰称为其“美人”。在端脑游戏中并不太在意胜负，而是为他人制造麻烦为乐。虽然看上去是个变态，但似乎也有善良的一面。
战区积分最多的男性玩家，东亚五队的成员
雪雨秋
东亚五队的成员
虽然年龄较小却有超于正常人的思维，十分善于观察。已经大学毕业。似乎对夏驰报有好感。
战区积分最多的女性玩家
博云
东亚五队的成员
博卞父母的养女，希望能嫁给博卞，不情愿的博卞把她骗离，可两年后又奇迹般的回到博卞旁边。懒得说话、喜欢不走平常路、一般不出手，出手必伤人。
战区评分最高的女性玩家，东亚五队的成员
端脑管理员（小冬）
似乎是端脑系统是代言人，真实身份是地球人类，有着不堪回首的童年回忆。因为端脑科技而拥有了轻易摧毁联合国舰队的战斗力。

### 端脑虚拟人
I7
端脑游戏内的虚拟人，设定为经过了魔鬼训练的职业保镖，身为女性却拥有极高的作战能力，由夏驰在游戏世界内雇佣，全天候负责夏驰的人身安全。

### 政府官员
狗熊是熊的一种，黑瞎子、月牙熊、狗熊。哺乳动物。身体肥大，会游泳，能爬树。是食肉目熊科的哺乳动物。体型比棕熊稍小，身体粗壮。擅长上树和游泳。亚洲黑熊喜欢在海拔1000到3000米的山林居住。它们的分布地区分为两处：从西伯利亚东部地区到中国东北地区和日本。；从阿富汗和巴基斯坦到越南和泰国，现多分布于欧亚大陆的东部、台湾、日本等地的森林地带。

## 作品设定
綜合評價指標
體能：有的問題需要用身體素質來解決
知識：沒有全面的知識，什麼都幹不了
記憶：好的記憶能快速調用知識
邏輯：對複雜情況的分析能力
意志：全面影響本人綜合實力的重要因素
鎮定：影響關鍵時刻能否正常發揮
其他：總有人會有一些其他人不具備的本事

## 漫画章节
- 1-9、地狱的来信
- 10-20、7人游戏
- 21-33、沉默的杀手
- 34-46、最佳路径
- 47-57、挑战端脑
- 58-72、以一敌十
- 73-85、携手之戒
- 86-98、东亚五队
- 129-146、俘虏遊戲
- 147-169、抓鬼遊戲
- 170-197、3P大戰
- 198-224、星球戰

## 動畫

### 主題曲
片頭曲《From Hell》
詞曲：Manels Favre（瑞士）
片尾曲《Mistaken Destiny》
塡詞：Lunar，作曲：唐曉龍，主唱：Luna feat、祈Inory
插曲《L.O.V.E》
作曲：Manels Favre（瑞士），主唱：丁佳儿

### 各話列表
| 話數 | 標題         |
| ---- | ------------ |
| 1    | 消失         |
| 2    | 數字         |
| 3    | 進入         |
| 4    | 闖關         |
| 5    | 再會         |
| 6    | 團戰         |
| 7    | 死局         |
| 8    | 智取         |
| 9    | 失敗的勝利   |
| 10   | 淺識         |
| 11   | 車戰         |
| 12   | I7           |
| 13   | 遊戲外的較量 |
| 14   | 10打1        |
| 15   | 無敵式的存在 |
| 16   | 真相         |